# Громобій (фільм, 1929)
Громобій (англ. Thunderbolt) — американський фільм-нуар режисера Джозефа фон Штернберга 1929 року. Фільм був номінований на премію «Оскар» за найкращу чоловічу роль.

## Сюжет
Бандита по кличці Громобій нарешті запроторили за ґрати і засудили до смертної кари, в очікуванні якої він знайомиться з сусідом по камері, невинно засудженим Бобом Морганом. Незабаром з'ясовується, що Боб довгий час крутив роман з жінкою Громобоя, так що у останнього знову в житті з'являється мета: у що б то не стало вбити Боба раніше, ніж вб'ють його самого…

## У ролях
- Джордж Бенкрофт — Громобій Джим Ленг
- Фей Рей — Рітці
- Річард Арлен — Боб Морган
- Таллі Маршалл — начальник
- Юджині Бессерер — місіс Морган
- Джеймс Споттсвуд — Снаппер О'Шей
- Фред Коглер — «Поганий Ел» Фрідберг
- Роберт Елліотт — тюремний священик
- Е. Г. Келверт — прокурор МакКей
- Джордж Ірвінг — містер Корвін
- Майк Донлін — Кентуккі Семпсон
- С. С. Стюарт — засуджений
- Вільям Л. Торн — інспектор поліції